# Avitta simplicior
Avitta simplicior là một loài bướm đêm trong họ Noctuidae.